# Paraluteres
Paraluteres – rodzaj morskich ryb rozdymkokształtnych z rodziny jednorożkowatych. 

## Klasyfikacja
Gatunki zaliczane do tego rodzaju:
- Paraluteres arqat
- Paraluteres prionurus